# 克魯格利
47°57′37″N 24°11′17″E / 47.96028°N 24.18806°E
克魯格利（烏克蘭語：Круглий），是烏克蘭的村落，位於該國西部外喀爾巴阡州，由拉希夫區負責管轄，面積0.58平方公里，海拔高度432米，2001年人口95，人口密度每平方公里160人。